# 李可埴
李可埴（16世紀—17世紀），字夔龍，湖廣長沙府善化縣籍浏阳县人，明朝、南明政治人物。

## 生平
李可埴性格純樸，得鄉人奉為經師，萬曆四十三年（1615年）中舉人，天啟二年（1622年）成進士，獲授溧水知縣，四年任應天府乡试同考官，六年丁忧。崇祯二年（1629年）補任封丘知县，三年擔任河南鄉試同考官，取錄的士子多成進士。之後他入朝出任户部主事，四年因考察罢免。六年補大宁知县，丁忧归。九年補余杭县，升南京戶部江西司主事，十三年管理淮安钞关，十五年升郎中，十六年陞鳳陽知府，多施行善政，弘光年間隱居溧水。